# 2015-ös szlovákiai népszavazás
2015. február 7-én népszavazást tartottak Szlovákiában. Ez volt az ország történetének 8. népszavazása.
A következő három kérdésekre kell a polgároknak válaszolniuk:
1. Egyetért-e azzal, hogy egy nő és egy férfi kötelékén kívül semmilyen más együttélési formát ne lehessen házasságnak nevezni?
2. Egyetért-e azzal, hogy azonos nemű párok vagy csoportok számára ne legyen lehetővé téve a gyermekek örökbefogadása, illetve ezt követő nevelése?
3. Egyetért-e azzal, hogy az iskolák ne kötelezhessék a diákokat a szexuális viselkedésről és az eutanáziáról szóló órák látogatására, amennyiben azok szülei nem értenek egyet a tananyag tartalmával?

A népszavazáson a szavazójoggal bíró polgárok 21,4 százaléka vett részt, ami messze alatta maradt az eredményességhez szükséges 50 százalékos küszöbnek, emiatt a népszavazás eredménytelen volt.

## Szavazási rendszer
A népszavazáson való részvételre azok a szlovákiai állampolgárok jogosultak, akik a referendum napjáig betöltik 18. életévüket és rendelkeznek szlovákiai állandó lakóhellyel. Ez kb. 4 millió fő. Aki nem az állandó lakhelyén kíván élni a jogával, az választói igazolványt igényelhet 2015. február 4-ig.
Az érvényességhez a jogosultak közül legalább 50% plusz egy fő részvétele szükséges.

## Története
A népszavazást a Szövetség a Családért (szlovákul Aliancia za rodinu, AZR) civil szervezet kezdeményezte 2014-ben, eredetileg négy kérdésben. Április 5-től négy hónap alatt 420 ezer aláírást gyűjtöttek össze, és 2014. augusztus 27-én adták át azokat Andrej Kiska köztársasági elnöknek. Az államfő az Alkotmánybírósághoz fordult a kérdések ügyében. Ez az egyik kérdést alkotmányellenesnek ítélte: a testület szerint az „Egyetért-e azzal, hogy a házasságon kívül semmilyen más típusú együttélésnek ne járjon egyedi védelem, valamint azok a jogok és kötelességek, amelyeket 2014. március 1-jéig hatályos törvények a házasságnak és a házastársaknak garantálnak?” kérdés a szlovák alkotmány 93. cikkelyének 3. bekezdésébe ütközik, amely kimondja, hogy alapjogokról és szabadságokról nem lehet népszavazást tartani, valamint a 19. cikkely második bekezdésébe, melyben az áll, hogy mindenki jogosult védelemre a magán- és családi életébe való jogtalan beavatkozás ellen.
Az államfő 2014. november 27-én 2015. február 7-re írta ki a népszavazást a jóváhagyott kérdésekben.

## Álláspontok

### Mellette
- A kezdeményező Szövetség a Családért szerint a szlovák társadalom értékválsággal szembesül, ezért erősíteni kell a hagyományos család védelmét.
- A katolikus és a református egyház a részvételre és az igennel való szavazásra buzdított. A katolikus Szlovák Püspöki Konferencia arra szólította fel a híveket, hogy szavazataikkal támogassák a „nemes polgári kezdeményezést”.
- A magyar politikai pártok képviselői közül a Bugár Béla, a Most–Híd elnöke úgy nyilatkozott, hogy igennel fog szavazni.[3] Berényi József, az Magyar Közösség Pártja (MKP) elnöke szintén három igennel fog szavazni.[4]

### Ellene
- Több evangélikus lelkész ellenezte nyilvánosan a népszavazást.

### Egyéb
- Andrej Kiska államfő támogatja az első és a második kérdést, a harmadikat viszont nem, mert szerinte szükség van az iskolai szexuális nevelésre.[5]
- Robert Fico miniszterelnök, a Smer elnöke szerint fontos, hogy a polgárok elmenjenek a népszavazásra, de nem árulta el, hogy ő hogyan fog szavazni.[6]
- Richard Sulík, a Szabadság és Szolidaritás (SaS) párt elnöke szerint a referendum fölösleges, ezért nem vesz részt rajta.[7]

## Kampány
A népszavazás jelentős indulatokat keltett. Az RTVS közszolgálati rádió gyűlöletbeszédre hivatkozva nem adta le a népszavazáson való részvételre buzdító prédikációt.

## Eredmények
Az összesített országos végeredmény:
| Kérdés sorszáma | Igen szavazatok | Igen szavazatok | Nem szavazatok | Nem szavazatok | Érvénytelen szavazatok | Érvénytelen szavazatok |
| Kérdés sorszáma | száma           | aránya          | száma          | aránya         | száma                  | aránya                 |
| --------------- | --------------- | --------------- | -------------- | -------------- | ---------------------- | ---------------------- |
| 1               | 892 719         | 94,50%          | 39 088         | 4,13%          | 12 867                 | 1,36%                  |
| 2               | 873 224         | 92,43%          | 52 389         | 5,54%          | 19 061                 | 2,01%                  |
| 3               | 853 241         | 90,32%          | 69 349         | 7,34%          | 22 084                 | 2,33%                  |

Mivel a szavazáson az arra jogosultaknak csak 21,41%-a jelent meg, a szavazás érvénytelen lett.

## Érdekességek
A referendum megrendezése 6,3 millió euróba kerül.

## Külső hivatkozások
- A népszavazás honlapja – Szlovák Statisztikai Hivatal (szlovákul)